# Partia X
Partij X (Pools: Partia X) was een politieke partij die in de jaren 1990-1999 in Polen heeft bestaan, opgericht naar aanleiding van de verrassende tweede plaats van de zakenman Stanisław Tymiński in de eerste vrije presidentsverkiezingen in Polen.

## Geschiedenis
De voornaamste kandidaten in de eerste presidentsverkiezingen na de omwenteling in Polen waren Lech Wałęsa, de leider van Solidarność, en Tadeusz Mazowiecki, de eerste niet-communistische premier van Polen. De eerste ronde van deze verkiezingen vond plaats op 25 november 1990. Dat Wałęsa de meeste stemmen zou krijgen, lag in de lijn der verwachting, maar het kwam als een totale verrassing dat Mazowiecki werd voorbijgestreefd door Stanisław Tymiński, een volkomen onbekende Pools-Canadese zakenman, die met 23,10% van de stemmen op de tweede plaats eindigde. Tymiński profileerde zich als kandidaat van buiten de gevestigde orde en wist te profiteren van zijn imago van Pool die het in het buitenland had gemaakt, een boodschap die duidelijk aansloeg bij de mensen die gebukt gingen onder de moeilijke economische omstandigheden die het gevolg waren van de hervormingen.
Hoewel Tymiński in de tweede ronde op 9 december slechts 25,75% van de stemmen behaalde, richtte hij, geïnspireerd door alle publiciteit rondom zijn persoon, een dag later een eigen politieke partij op, Partij X. Op 13 maart 1991 werd deze geregistreerd en tijdens het eerste congres op 11 en 12 mei 1991 werd Tymiński gekozen tot voorzitter. De partij omschreef zichzelf als "derde macht", die buiten de traditionele indeling in rechtse en linkse partijen viel. In de praktijk was de Partij X vooral een nationalistisch getinte protestpartij. 
Tymiński wist zijn succes bij de presidentsverkiezingen niet om te zetten in een blijvend succes voor zijn partij. Bij de parlementsverkiezingen van 1991 behaalde deze 0,47% van de stemmen, goed voor 3 zetels in de Sejm. De partij had destijds ca. 5.500 leden. De fractie van de partij viel echter snel uiteen en drie parlementariërs stapten over naar andere partijen of bleven onafhankelijk. Ook kende de partij in de jaren 1991-1992 meerdere afsplitsingen, die overigens nooit enige rol van betekenis hebben gespeeld. Bij de parlementsverkiezingen van 1993 behaalde de partij 1,36% van de stemmen, maar verdween dankzij de invoering van een kiesdrempel desondanks uit het parlement. In 1995 lukte het de partij niet om de vereiste 100.000 handtekeningen te verzamelen voor een hernieuwde kandidatuur van Tymiński in de presidentsverkiezingen.
Hierna verdween de Partij X in de marge. Tymiński trad in 1995 terug als voorzitter en werd opgevolgd door zijn plaatsvervanger, Józef Kossecki. Tymiński keerde terug naar Canada, maar bleef wel erevoorzitter van zijn partij, die werd omgedoopt tot Partij X van Poolse Patriotten (Patria X Patriotów Polskich). Deze heeft echter nooit meer aan verkiezingen deelgenomen en werd uiteindelijk op 15 februari 1999 officieel opgeheven. Tymiński zou later nog deelnemen aan de presidentsverkiezingen van dat 2005, maar kwam in de eerste ronde niet verder dan 0,16% van de stemmen.